# Walter Loos
Walter Loos (* 12. Jänner 1905 in Wien, Österreich-Ungarn; † 11. März 1974 in Buenos Aires) war ein österreichischer Architekt, Möbeldesigner und Emigrant. Er war mit Fridl Steininger verheiratet, die er Anfang der 1920er Jahre in Wien kennenlernte.

## Leben
Von 1922 bis 1925 studierte Walter Loos an der Kunstgewerbeschule sowie der Technischen Hochschule Wien unter anderem bei Josef Hoffmann und Josef Frank. 1925 und 1926 hielt er sich in Paris auf, wo er Adolf Loos kennenlernte, mit dem er nicht verwandt war. Nach seiner Rückkehr war er als Publizist tätig. Seine ersten Häuser entstanden in Würzburg in Zusammenarbeit mit Peter Feile.
In der Werkbundsiedlung in Lainz erbaute er zwei Gebäude. Anschließend entstanden mehrere moderne Wohnhäuser in Wien. 1933 baute er das auf der V. Triennale di Milano preisgekrönte Haus für die Gattin des Komponisten Alexander Zemlinsky in der Kaasgrabengasse 24 im XIX Bezirk Wiens (Döbling/Grinzing).
1932 wählte man Loos in den Vorstand des Österreichischen Werkbundes und 1937 ernannte man ihn zum österreichischen Delegierten des CIAM.
Beim Anschluss Österreichs emigrierte er aus politischen Gründen im März 1938 mit seiner Frau über London nach New York. Wegen mangelnder Arbeitserlaubnis in den USA gingen sie 1940 nach Argentinien, wo seine Frau als Modeschöpferin erfolgreich war und er sich auf Möbeldesign spezialisierte. Sein jüngerer Halbbruder Hermann folgte ihm 1950 und arbeitete mit ihm zusammen.